# Винндейл (Індіана)
Винндейл (англ. Wynnedale) — місто (англ. town) в США, в окрузі Меріон штату Індіана. Населення — 215 осіб (2020).

## Географія
Винндейл розташований за координатами 39°49′57″ пн. ш. 86°12′1″ зх. д. / 39.83250° пн. ш. 86.20028° зх. д. (39.832484, -86.200237).  За даними Бюро перепису населення США в 2010 році місто мало площу 0,41 км², уся площа — суходіл.

## Демографія
Згідно з переписом 2010 року, у місті мешкала 231 особа в 96 домогосподарствах у складі 71 родини. Густота населення становила 559 осіб/км².  Було 99 помешкань (240/км²).
Расовий склад населення:
| - 61,0 % — білих - 35,9 % — чорних або афроамериканців - 1,3 % — азіатів |

До двох чи більше рас належало 1,3 %. Частка іспаномовних становила 0,9 % від усіх жителів.
За віковим діапазоном населення розподілялося таким чином: 19,9 % — особи молодші 18 років, 54,6 % — особи у віці 18—64 років, 25,5 % — особи у віці 65 років та старші. Медіана віку мешканця становила 52,4 року. На 100 осіб жіночої статі у місті припадало 92,5 чоловіків;  на 100 жінок у віці від 18 років та старших — 86,9 чоловіків також старших 18 років.
Середній дохід на одне домашнє господарство  становив 175 103 долари США (медіана — 102 917), а середній дохід на одну сім'ю — 217 592 долари (медіана — 111 250). За межею бідності перебувало 1,9 % осіб, у тому числі 0,0 % дітей у віці до 18 років та 1,9 % осіб у віці 65 років та старших.
Цивільне працевлаштоване населення становило 82 особи. Основні галузі зайнятості: освіта, охорона здоров'я та соціальна допомога — 35,4 %, науковці, спеціалісти, менеджери — 11,0 %, виробництво — 11,0 %.